# Presidente Franco
Presidente Franco, la cui forma scritta abbreviata è Pte. Franco, è una città del Paraguay, nel Dipartimento dell'Alto Paraná, di cui forma uno dei 20 distretti.  Fa parte dell'agglomerato urbano della Gran Ciudad del Este.

## Popolazione
Al censimento del 2002 Presidente Franco contava una popolazione urbana di 47.246 abitanti (52.826 nel distretto).

## Storia
Nata come porto fluviale nel 1929 sulle rive del fiume Paraná, si è sviluppata grazie al commercio di legname e yerba mate. Lo sviluppo sostenuto della vicina Ciudad del Este ha di fatto eliminato ogni separazione tra le due città. Il nome è un omaggio a Manuel Franco, presidente del Paraguay tra il 1916 e il 1919.